# Requiem (X-Files)
Pour les articles homonymes, voir Requiem (homonymie).
Requiem (Requiem) est le 22e et dernier épisode de la saison 7 de la série télévisée X-Files. Dans cet épisode, qui fait partie de l'arc mythologique de la série, Mulder et Scully reviennent sur les lieux de leur première enquête, où de nouveaux enlèvements se produisent.
L'épisode a été initialement conçu pour être le dernier de la série et ouvrir la voie à une suite cinématographique. Il a obtenu des critiques globalement favorables.

## Résumé
À Bellefleur, dans l'Oregon, l'inspecteur Miles se rend sur les lieux d'un supposé crash d'avion dans la forêt lorsqu'une panne subite de son véhicule lui fait avoir un accident. Son adjoint, Ray Hoese, sombre dans l'inconscience mais Miles voit pourtant un autre Hoese, saignant d'un sang vert, apparaître soudainement devant lui. Miles nie ensuite qu'un crash se soit produit lorsque deux adolescents, Gary et Richie, fouinent dans la forêt. Gary est brutalement soulevé du sol par une force inconnue et disparaît. Billy Miles contacte Mulder et Scully au sujet de la disparition de Hoese car il craint que les enlèvements qui ont conduit les deux agents à Bellefleur il y a sept ans n'aient recommencé. Pendant ce temps, Marita Covarrubias fait libérer Alex Krycek, détenu dans une prison tunisienne, et le conduit à l'homme à la cigarette, désormais en fauteuil roulant, qui leur apprend qu'un crash d'OVNI dans l'Oregon pourrait être la chance de rebâtir le Syndicat s'ils le trouvent en premier.
Mulder et Scully arrivent à Bellefleur et rencontrent l'inspecteur Miles, qui est en réalité un chasseur de primes extraterrestre polymorphe ayant tué et pris la place du véritable inspecteur, ainsi que la femme de Hoese, qui n'est autre que Theresa Nemman, une ancienne victime d'enlèvement. Theresa est enlevée pendant la nuit par le chasseur de primes extraterrestre. Richie apprend à Mulder et Scully que son ami Gary a disparu. Les deux agents partent fouiller la forêt lorsque Scully, qui est victime de malaises depuis le début de l'enquête, est soulevée du sol d'une manière semblable à Gary. Mulder la retrouve à demi évanouie. De son côté, le chasseur de primes enlève Billy. N'ayant rien trouvé, Mulder et Scully rentrent bredouilles à Washington, où ils reçoivent la visite de Krycek et Covarrubias. Ces derniers, qui veulent se débarrasser de l'homme à la cigarette, les informent que l'OVNI est dissimulé par un champ de force et que les extraterrestres reprennent tour à tour toutes leurs précédentes victimes d’enlèvement.
Mulder refuse que Scully, elle aussi enlevée par le passé, reparte avec lui à Bellefleur, et c'est donc Skinner qui l'accompagne. À Washington, Scully découvre que les autres victimes d’enlèvement ont souffert de la même activité cérébrale anormale que Mulder (dans l'épisode La Sixième Extinction) et que c'est donc lui qui est en danger. Elle est cependant victime d'un nouveau malaise juste après, et les Lone Gunmen doivent l'emmener à l'hôpital. Mulder, équipé d'un matériel spécial, trouve le champ de force et le traverse. Il retrouve les disparus de Bellefleur l'attendant sous un OVNI et disparaît avec eux sous les yeux de Skinner. Krycek et Marita Covarrubias font tomber l'homme à la cigarette du haut d'un escalier et le laissent pour mort. Scully et Skinner se jurent de retrouver Mulder, et Scully lui apprend qu'elle est enceinte.

## Distribution
- David Duchovny : Fox Mulder
- Gillian Anderson : Dana Scully
- William B. Davis : l'homme à la cigarette
- Nicholas Lea : Alex Krycek
- Mitch Pileggi : Walter Skinner
- Laurie Holden : Marita Covarrubias
- Leon Russom : l'inspecteur Miles
- Zachary Ansley : Billy Miles
- Andy Umberger : Chesty Short
- Tom Braidwood : Melvin Frohike
- Dean Haglund : Richard Langly
- Bruce Harwood : John Fitzgerald Byers
- Brian Thompson : le chasseur de primes extraterrestre
- Sarah Koskoff : Theresa Hoese
- Gretchen Becker : Greta
- Darin Cooper : Ray Hoese
- Eddie Kaye Thomas : Gary
- Judd Trichter : Richie

## Production
Alors qu'il est temps d'écrire le dernier épisode de la saison, l'équipe de scénaristes ne sait toujours pas si la série va être renouvelée et adopte alors l'idée d'un épisode pouvant servir lieu à la fois de cliffhanger pour un film ou pour une éventuelle 8e saison. Chris Carter s'occupe de finaliser le scénario, qu'il situe au même endroit que l'épisode pilote Nous ne sommes pas seuls. Il tente de mettre un point final à plusieurs aspects de la série, faisant ainsi apparemment mourir l'homme à la cigarette, tout en ménageant quelques moments tendres entre Mulder et Scully. Carter écrit la scène où Scully annonce à Skinner qu'elle est enceinte au tout dernier moment, la veille de son tournage, afin d'éviter tout risque de fuite sur Internet.
Chris Carter envisage d'abord de réaliser lui-même l'épisode mais change finalement d'avis et demande à Kim Manners de s'en charger. Le tournage commence le 20 avril 2000 dans les studios Fox de Los Angeles. Après quatre jours en studio, l'équipe de tournage part filmer les extérieurs dans la région de Big Bear Lake. La scène où Scully est soulevée dans les airs est réalisée à l'aide d'un harnais, alors que pour celle où l'inspecteur Miles prend l'apparence du chasseur de primes extraterrestre, des plans des deux acteurs sont mélangés via la technique de l'incrustation. La scène dans le bureau de Skinner figurant plusieurs personnages récurrents de la série évoque volontairement La Cène de Léonard de Vinci, Skinner se tenant à la place de saint Pierre et Scully à celle de Judas Iscariote.
Après le tournage de l'épisode, David Duchovny exprime le désir de quitter la série. Des rumeurs de ce fait se répandent peu après et se trouvent confirmés, beaucoup de fans pensant alors que c'est Mitch Pileggi qui va reprendre le rôle laissé vacant par Duchovny.

## Accueil

### Audiences
Lors de sa première diffusion aux États-Unis, l'épisode réalise un score de 8,9 sur l'échelle de Nielsen, avec 14 % de parts de marché, et est regardé par 15,26 millions de téléspectateurs. La promotion télévisée de l'épisode est réalisée avec le slogan « Is this the end for Mulder? Tonight, don't miss the episode that will change everything » (en français « Est-ce que c'est la fin pour Mulder ? Ce soir, ne manquez pas l'épisode qui va tout changer »).

### Accueil critique
L'épisode reçoit un accueil globalement favorable de la critique. Le site Le Monde des Avengers lui donne la note de 4/4. Rich Rosell, du site Digitally Obsessed, lui donne la note de 4,5/5. Dans leur livre sur la série, Robert Shearman et Lars Pearson lui donnent la note de 4/5. Todd VanDerWerff, du site The A.V. Club, lui donne la note de B+.
Parmi les critiques mitigées, Paula Vitaris, de Cinefantastique, lui donne la note de 2/4.